# Upernavik Kujalleq
Upernavik Kujalleq [uˈpɜnːavik kuˈjaɬːɛq] (nach alter Rechtschreibung Upernavik Kujatdleĸ) ist eine grönländische Siedlung im Distrikt Upernavik in der Avannaata Kommunia.

## Lage
Upernavik Kujalleq liegt dem Namen entsprechend 73 Kilometer südlich vom Distrikthauptort Upernavik auf einer flachen Landzunge auf der großen Insel Qeqertaq. Der nächste bewohnte Ort ist das 25 km nördlich gelegene Kangersuatsiaq. Upernavik ist das südlichste Dorf des Distrikts.

## Geschichte
Der Ort wurde als Udsted im Jahr 1855 gegründet. Upernavik Kujalleq wurde nicht der Kolonie, sondern der Anlage in Kangersuatsiaq zugerechnet.
1911 wurde Upernavik Kujalleq eine eigene Gemeinde, der noch die Wohnplätze Ikerasak und Uluaa angehörten. Die Gemeinde war Teil des 11. Landesratswahlkreises Nordgrönlands.
1918 lebten in Upernavik Kujalleq 128 Grönländer und zwei Dänen. Darunter waren 25 Jäger, sechs Fischer, der dänische Udstedsverwalter, ein Katechet und eine Hebamme. Es gab 17 Wohnhäuser und eine Wohnung für den Udstedsverwalter, die sehr verfallen und als Kombination aus Backsteinen, Holz und Torfmauern gebaut war. Sie hatte zwei Zimmer und eine Küche und ein kleines Nebengebäude. Außerdem gab es einen Laden von 1912 aus Holz und eine Speckhaus mit Böttcherei. Die Schule war die ehemalige Schulkapelle, aber 1916 erhielt der Ort eine Kirche. Diese war ein Fachwerkgebäude mit Dachschindeln. Sie maß 150 m² und war rotbemalt mit weißen Fensterrahmen und Verzierungen am Turm, an dem sich auch eine Uhr befand. Sie hatte eine Deckenhöhe von fünf Metern bei einem von zehn Holzsäulen getragenen Gewölbe. In ihr befand sich ein Kirchenchor, ein Predigtstuhl, ein reich verziertes hölzernes Taufbecken und sechzehn Stühle. Außerdem gab es einen großen Ofen und zwei fünfarmige Messingkronleuchter. Diese für damalige Verhältnisse äußerst bemerkenswerte Kirche sollte eigentlich in Nanortalik errichtet werden.
Um 1920 erhielt Upernavik Kujalleq eine neue Udstedsverwalterwohnung. 1928 wurde erneut eine Schule gebaut. 1930 hatte Upernavik Kujalleq schon 164 Einwohner. 1934 und 1937 wurde je ein Packhaus errichtet. Die Einwohnerzahl ging Mitte des Jahrhunderts wieder stark zurück: 1940 lebten noch 147 Menschen im Ort und 1950 nur noch 106. Anschließend stieg sie wieder auf 127 Einwohner 1960 und 136 im Jahr 1970. 1962 wurden eine Hebammenwohnung und eine Telestation errichtet, 1963 eine Werkstatt und 1966 ein Versammlungsgebäude.
1950 wurde Upernavik Kujalleq Teil der neuen Gemeinde Upernavik. Bei der Verwaltungsreform 2009 wurde der Ort in die Qaasuitsup Kommunia eingemeindet. Seit 2018 gehört Upernavik Kujalleq zur Avannaata Kommunia.

## Wirtschaft
Upernavik Kujalleq lebt hauptsächlich von der Robben- und Waljagd. Früher wurden verstärkt Kabeljau und Gestreifter Seewolf gefangen. Sinkende Populationszahlen des grönländischen Heilbutts haben zuletzt für die Schließung der ansässigen Fischfabrik gesorgt. Der Fischhandel wird jedoch noch aufrechterhalten.

## Infrastruktur und Versorgung
Der zwei Meter tiefe Hafen der Siedlung befindet sich etwa in der Ortsmitte und ist von Mai bis Dezember schiffbar. Hier legen kleine Fischerboote an einem drei Meter langen Pontonsteg an. Im Winter und Frühling wird der Transport durch den Heliport Upernavik Kujalleq übernommen. In der näheren Umgebung bewegt man sich mittels Hundeschlitten oder Schneemobil fort.
Die Strom-, Wärme- und Wasserversorgung erfolgt durch Nukissiorfiit. Frischwasser wird durch eine Osmoseentsalzungsanlage aus dem Meer gewonnen und in Tanks gesammelt. Die Stromversorgung erfolgt durch ein Kraftwerk am Friedhof. Das Abwasser wird ins Meer geleitet. TELE Greenland sichert die telekommunikative Anbindung der Bevölkerung.

## Bebauung
Die Mathiarsip Atuarfia unterrichtet etwa 40 Schüler bis zur neunten Klasse. Anschließend müssen die Schüler nach Upernavik wechseln. Im Ort gibt es zudem zwei Altenwohnungen, einen Kindergarten, ein Bürgerbüro, eine Bibliothek, die Kirche, ein Jugendzentrum und ein Versammlungsgebäude.
Sieben Gebäude in Upernavik Kujalleq sind als erhaltenswürdig eingestuft und dringend sanierungsbedürftig.

## Sport
In Upernavik Kujalleq ist der 1958 gegründete Fußballverein Terianniaq-58 beheimatet, der sich 2017 für die Schlussrunde der Grönländischen Fußballmeisterschaft qualifizieren konnte.

## Söhne und Töchter
- Rasmus Kleemann (1902–?), Landesrat
- Rasmus Villumsen (1907–1930), Expeditionsteilnehmer
- Johan Lange (1909–?), Landesrat

## Bevölkerungsentwicklung
Die Einwohnerzahl von Upernavik Kujalleq ist seit 1980 stark gestiegen, stagnierte danach aber bis heute von einem kleinen Einbruch um die Jahrtausendwende abgesehen.

## Panorama

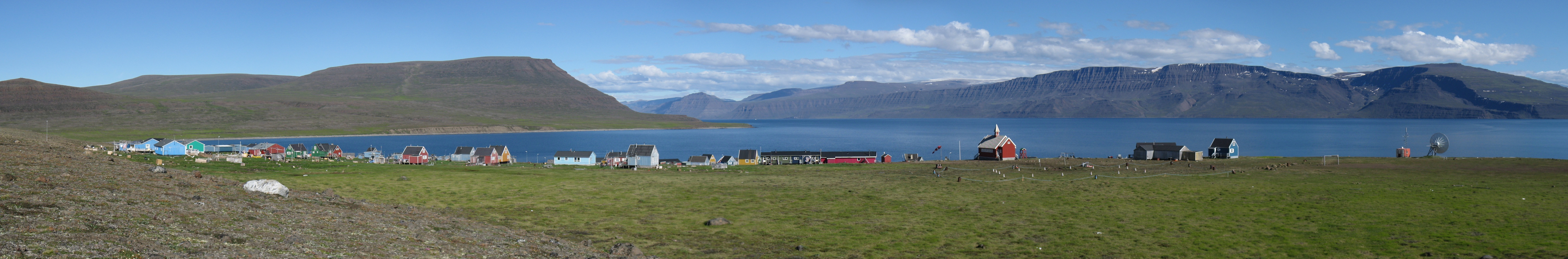
Panorama von Upernavik Kujalleq (2007)